# ترووکس
تروو (به فرانسوی: Trévoux) یکی از شهرهای شهرستان اَن یا اَ (به فرانسوی: Ain) در فرانسه است. این شهر در شرق رودخانه سون قرار دارد و زیرمجموعهٔ ناحیهٔ اوورنی-رون-آلپ فرانسه است که در Canton of Trévoux واقع شده‌است.

## تاریخ
در سال ۸۴۳ میلادی وفق پیمان وردون امپراتوری شارلمانی به اشتراک گذاشته شد و بین پسران لویی پارسا تقسیم شد و رودخانه سون به عنوان مرز بین پادشاهی فرانسه و امپراتوری که در آن زمان در تروو قرار داشت تعیین شد و از این جهت این شهر دارای اهمیت خاص سیاسی گشت.
در ۳۰ ژوئن سال ۱۴۱۷، بارون محلی فرمان صادر کرد که اجازه می‌دهد جمعیت یهودیان محلی به مطالعه تالمود ادامه دهد، بر خلاف تصمیمی که در ژانویه ۱۴۱۷ در چمبری اتخاذ شد و نتیجه آن کتاب یهودیان سوخته شد.
در سال ۱۵۲۳، پادشاه فرانسه فرانسوا اول، منطقه دامب را مصادره کرد و مجلس منطقه ای را در لیون تأسیس کرد.
در پایان قرن هفدهم دو شاهزاده برجسته حاکم، آن ماری لوئیز اورلئانس، دوشس مون پالیری به نام "la Grande Mademoiselle" و جانشینش لوئیس اوت از بوربن، دوک مین، دو بنای تاریخی یعنی بیمارستان Montpensier و بنای پارلمان دامب را ساختند.
در سال ۱۵۶۰، منطقه دامب به دست بوربون افتاد. این شهر در سالهای ۱۶۹۷ تا ۱۷۷۱ به عنوان پایتخت دیمباس دارای اهمیت ویژه شد. این شهر همچنین در این زمان برای یک فرهنگ لغت شناخته شده‌است که از سال ۱۷۰۴ تا ۱۷۷۱ توسط یسوعیوها چاپ شده‌است.
در سال ۱۷۶۲ حکومت دمب کاملاً به فرانسه منتقل شد

## خصوصیات
تروو ۵٫۷۱ کیلومترمربع مساحت و بر حسب آمار سال ۲۰۱۴ ۶٬۷۶۸ نفر جمعیت دارد و ۱۷۷ متر بالاتر از سطح دریا واقع شده‌است.
در اواخر قرن هفدهم میلادی دو شاهزاده بزرگ و قدرمتند وقت آن ماری لوئیس اورلئان که دوشیزه اعظم لقب داشت و همتایش لوئیس آگوست بوربون دوبنای مهم را احداث کردند که امروزه نیز به عنوان بخشی از میراث تروو شناخته میشود .بیمارستان مونت پانسیه و کاخ مجلس دامب.
تروو در قرون هفدهم و هجدهی میلادی یکی از مراکز مهمی روشنگری و فکری فرانسه بوده است.
تروو دارای فضاهای فرهنگی متنوعی مانند سینما , موزه , مدرسه موسیقی و کتابخانه و نیز اماکن  و کلوب های ورزشی و تفریحی نظیر پارک آبی و مسیرهای پیاده روی و کوهپیمایی  میباشد.
بیمارستان مون پانسیه نیز که در حال حاضر به عنوان مرکز بیمارستانی در حال فعالیت است بنای آن در قرن 17 ساخته شده است و در سالهای 1970 و 2006-2008 بازسازی گردیده است.
تروو در سال 2008 لقب کشور هنر و فرهنگ لقب گرفت و هر ساله میزبان توریستهای بسیاریست که از راه زمینی یا  به وسیله کشتی های توریستی از آن بازدید میکنند.

## خواهرخوانده
شهر تراداته خواهرخواندهٔ ترووکس هست.